# Antonio Bevilacqua
Antonio Bevilacqua (Sant'Angelo di Sala, Vèneto, 22 d'octubre de 1918 - Mestre, 29 de març de 1972) va ser un ciclista italià que fou professional entre 1940 i 1955.
Combinà el ciclisme en pista amb la carretera. En pista guanyà dos campionats mundials de persecució, el 1950 i 1951, així com quatre campionats italians de la mateixa modalitat. En carretera destaquen 11 etapes al Giro d'Itàlia, el Campionat d'Itàlia en ruta de 1950 i la París-Roubaix de 1951.
Morí als 53 anys, víctima d'una greu caiguda en bicicleta mentre entrenava dos joves ciclistes.

## Palmarès en carretera
- 1941
  - 1r del Gran Premi de Duca dels Abruzzos
  - 1r del Gran Premi Maresciello de l'Aria
  - 1r de la Copa del Littirio
  - 1r a la Torí-Biella
- 1946
  - Vencedor de 2 etapes al Giro d'Itàlia
- 1947
  - Vencedor d'una etapa al Giro d'Itàlia
- 1948
  - Vencedor d'una etapa al Giro d'Itàlia
- 1949
  - Vencedor d'una etapa al Giro d'Itàlia
- 1950
  -  Campió d'Itàlia en ruta
  - 1r als Tres Valls Varesines
  - 1r a la Milà-Vicenza
  - 1r al Trofeu Baracchi (amb Fiorenzo Magni)
  - Vencedor de 2 etapes al Giro d'Itàlia
- 1951
  - 1r a la París-Roubaix
  - 1r del Giro del Vèneto
  - Vencedor de 2 etapes al Giro d'Itàlia
- 1952
  - 1r de la Milà-Vignola
  - Vencedor de 2 etapes al Giro d'Itàlia
- 1953
  - 1r de la Copa Bernocchi

### Resultats al Giro d'Itàlia
- 1940. Abandona (3a etapa)
- 1946. 17è de la classificació general. Vencedor de 2 etapes
- 1947. Abandona. Vencedor d'una etapa
- 1948. Abandona. Vencedor d'una etapa
- 1949. 40è de la classificació general Vencedor d'una etapa
- 1950. 29è de la classificació general. Vencedor de 2 etapes
- 1951. 26è de la classificació general. Vencedor de 2 etapes
- 1952. 69è de la classificació general. Vencedor de 2 etapes
- 1953. Abandona
- 1954. Abandona

### Resultats al Tour de França
- 1948. 33è de la classificació general

## Palmarès en pista
- 1943
  -  Campió d'Itàlia de persecució
- 1949
  -  Campió d'Itàlia de persecució
- 1950
  -  Campió del món de persecució
  -  Campió d'Itàlia de persecució
- 1951
  -  Campió del món de persecució
  -  Campió d'Itàlia de persecució